# Starokonstantynów II
Starokonstantynów II (ukr. Старокостянтинів II) – stacja kolejowa w miejscowości Starokonstantynów, w rejonie chmielnickim, w obwodzie chmielnickim, na Ukrainie. Położona jest na linii Starokonstantynów – Kalinówka.

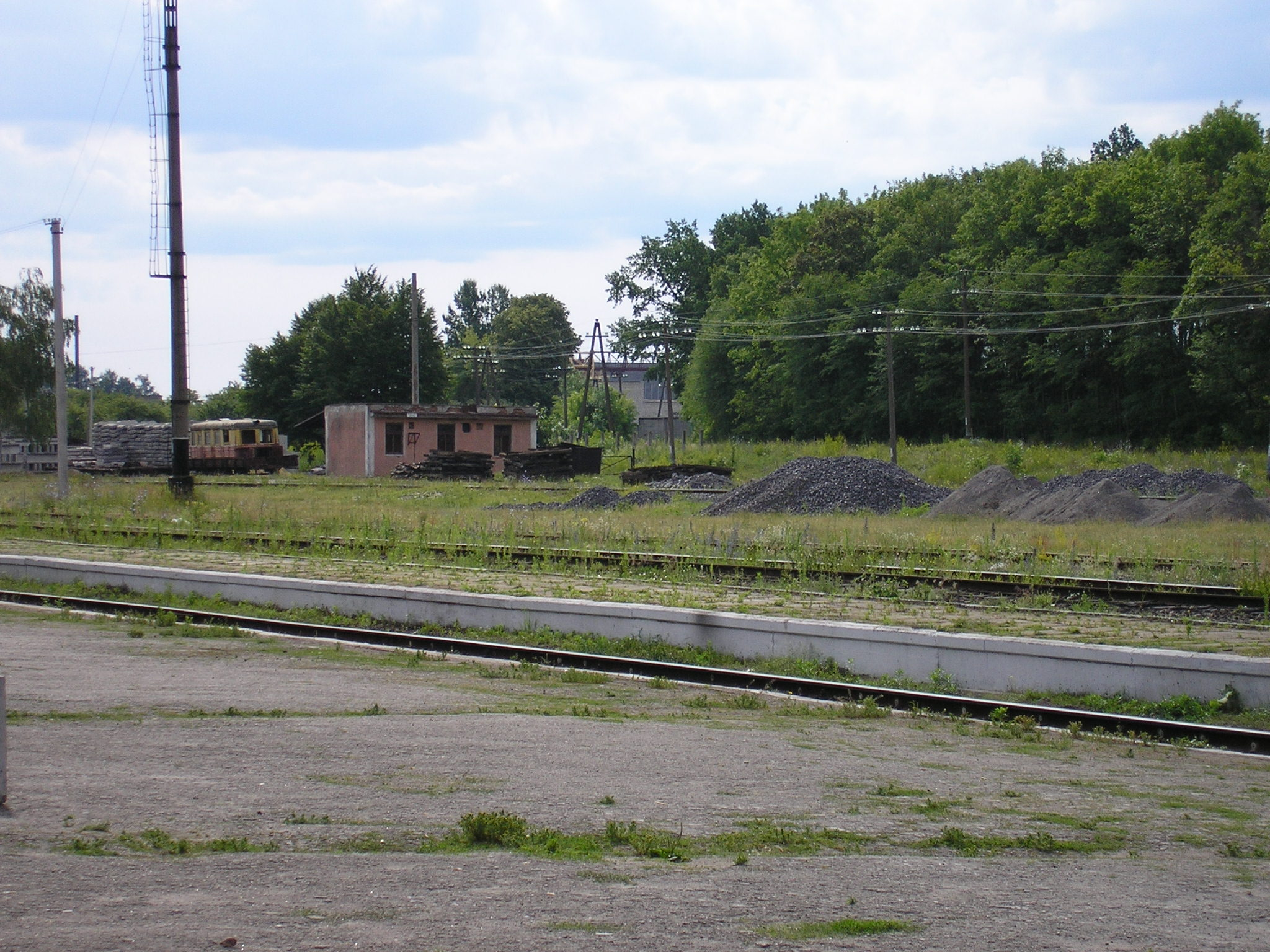
perony